# トンコンティン国際空港
トンコンティン国際空港（西: Aeropuerto Internacional Toncontín、英: Toncontín International Airport）は、ホンジュラス共和国の首都テグシガルパにある国際空港。テグシガルパの中心部より6Kmに位置する。

## 歴史
滑走路の長さ自体がそれほど長くない上に、滑走路端の一方が斜面になっており、着陸機は斜面に沿って着陸する事から、ヒストリーチャンネルにおいて、「世界で最も危険な空港」第2位に選ばれている
。

## 就航路線

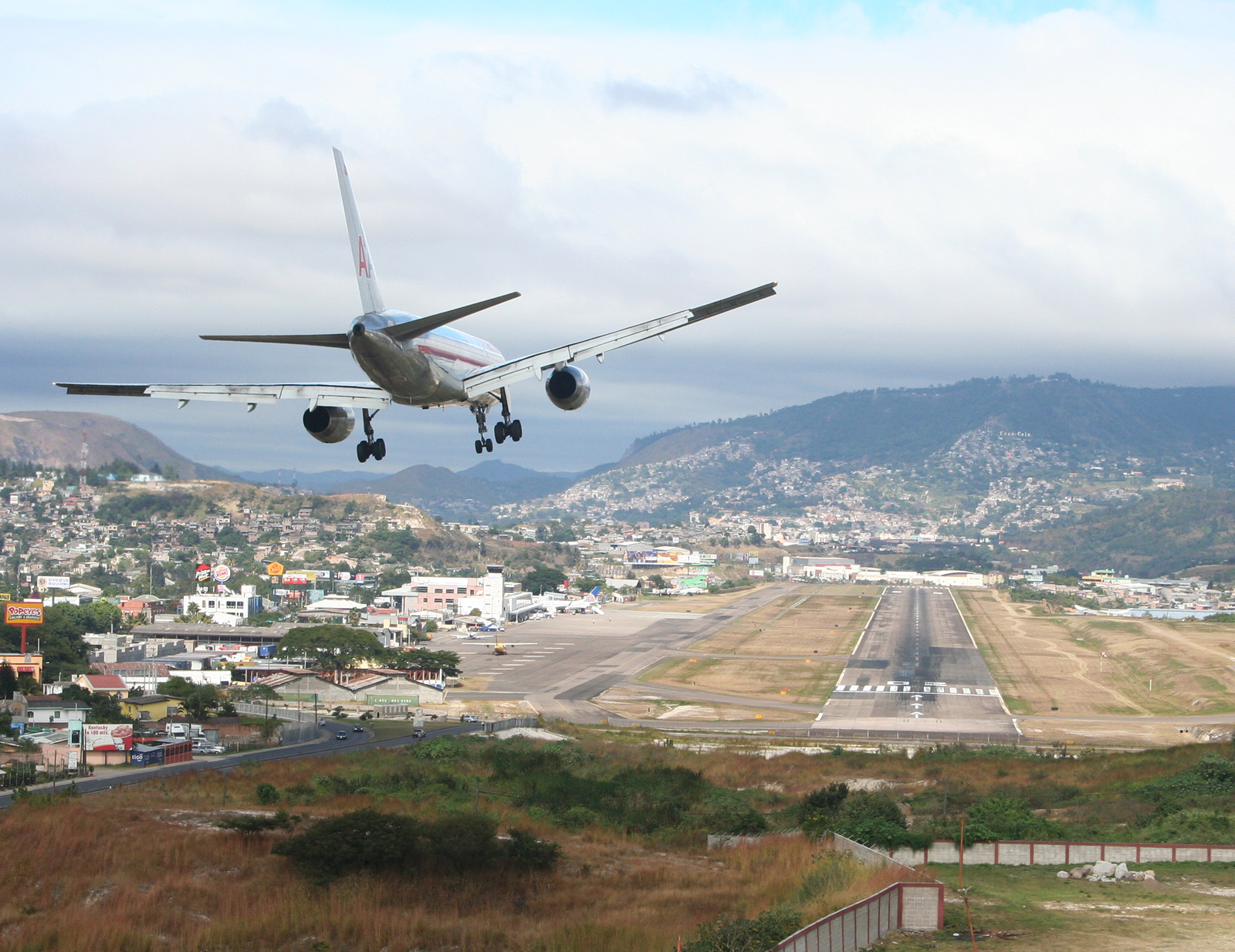
トンコンティン国際空港への着陸体勢のアメリカン航空ボーイング 757型機

| 航空会社                 | 就航地                                                               |
| ------------------------ | -------------------------------------------------------------------- |
| Aerolineas Sosa          | ラ・セイバ、プエルト・レンピラ、ロアタン、サン・ペドロ・スーラ       |
| アメリカン航空           | マイアミ                                                             |
| アビアンカ航空           | グアテマラシティ、サン・ホセ、サン・ペドロ・スーラ、サン・サルバドル |
| アビアンカ・ホンジュラス | ラ・セイバ、ロアタン、サン・ペドロ・スーラ                           |
| アビアンカ・ニカラグア   | マナグア                                                             |
| グアテマルテコス航空     | グアテマラシティ                                                     |
| コパ航空                 | パナマ、サン・ホセ                                                   |
| CM航空                   | グアテマラシティ、ロアタン、サン・ペドロ・スーラ                     |
| デルタ航空               | アトランタ                                                           |
| ユナイテッド航空         | ヒューストン                                                         |

## 事件・事故
- 2008年5月30日、エルサルバドル国際空港からのTACA航空390便がオーバーランして着陸に失敗した[2]。